# Kirschblüten – Hanami
Kirschblüten – Hanami ist ein Filmdrama von Doris Dörrie aus dem Jahr 2008. Die Produktion mit Elmar Wepper, Hannelore Elsner und Aya Irizuki in den Hauptrollen erzählt die Geschichte des unheilbar erkrankten Rudi, der nach dem unerwarteten Tod seiner Frau Trudi nach Japan reist, um vor Ort deren versäumtes Leben nachzuholen.

## Handlung
Trudi und Rudi Angermeier leben zurückgezogen im ländlichen Schongau. Trudi erfährt nach einer ärztlichen Untersuchung ihres Mannes, dass er schwer krank ist und nicht mehr lange zu leben hat. Der Arzt schlägt eine letzte gemeinsame Unternehmung vor. Trudi beschließt, die Erkrankung geheim zu halten und den Rat zu befolgen. Sie überredet Rudi, mit ihr einige ihrer Kinder und Enkelkinder in Berlin zu besuchen. Dort angekommen stellen die beiden jedoch fest, dass ihre Kinder mit ihrem eigenen Leben so beschäftigt sind, dass sie sich nicht um die Eltern kümmern.
Sie beschließen daraufhin, an die Ostsee zu fahren. Dort stirbt Trudi unerwartet. Rudi ist völlig aus der Bahn geworfen und weiß nicht, wie es weitergehen soll. Als er dann auch noch von der Freundin seiner Tochter erfährt, dass Trudi eigene Lebenspläne ihm zuliebe aufgegeben hatte, sieht er seine verstorbene Frau mit neuen Augen.
Rudi versucht, Trudis versäumtes Leben nachzuholen. Da ihre heimliche Leidenschaft Japan und dem japanischen Ausdruckstanz Butoh galt, reist Rudi zu seinem in Tokio arbeitenden Sohn Karl und zieht in dessen Wohnung ein. Karl ist von der Situation aber bald überfordert und wünscht seinen Vater wieder fort. Da lernt Rudi zur Zeit der Kirschblüte in einem Park die junge Japanerin Yu kennen, die ihm auffällt, weil sie dort täglich den Butoh tanzt. Yu lebt in einem Zelt, hat erst vor einem Jahr ihre Mutter verloren, kann Rudis Situation gut nachvollziehen und hilft ihm, sich in der Großstadt zurechtzufinden. Trotz sprachlicher Verständigungsprobleme und großer kultureller Unterschiede verstehen sich die beiden bald sehr gut.
Da Trudi gern den heiligen Berg Fuji gesehen hätte, überredet Rudi seine neue Freundin, mit ihm dorthin zu fahren. Der Berggipfel liegt jedoch hinter einer dichten Wolkendecke, und so beziehen die beiden ein Zimmer in einer traditionellen Pension an einem See und warten tagelang auf besseres Wetter. Rudis Gesundheitszustand verschlechtert sich. Als er eines Nachts erwacht und vor die Tür tritt, liegt der Fuji wolkenfrei im hellen Mondlicht. Rudi zieht die Kleider seiner Frau an, schminkt sich wie eine japanische Tänzerin und beginnt, am Seeufer die langsamen Bewegungen des Butoh nachzuahmen. In einer Vision erscheint ihm seine verstorbene Frau, nimmt ihn bei den Händen, und beide vereinen sich zum gemeinsamen Tanz vor der erhabenen Kulisse von Wasser und Berg.
Als Yu am folgenden Morgen Rudis leeres Bett sieht und nach ihm sucht, entdeckt sie ihn tot am Ufer des Sees. In seinem Gepäck findet sich, neben Fotos seiner Frau und einem Bildband über den Fuji auch ein großer Briefumschlag („For You, Yu“), in dem Rudi ihr seine gesamten Ersparnisse hinterlassen hat.
Zwei kontrastierende Szenen beschließen den Film: einerseits die Feuerbestattung Rudis in Japan, bei der sein Sohn Karl und Yu in einer feierlichen Zeremonie die in der Asche verbliebenen Knochenreste mit Stäbchen in eine japanische Urne legen; andererseits das von völligem Unverständnis geprägte Tischgespräch seiner übrigen Kinder in Deutschland, die sich über den kauzigen Vater und sein skandalöses Faible für Trudis Kleider und die Freundschaft zu der jungen Frau empören.

## Hintergrund

### Entstehung

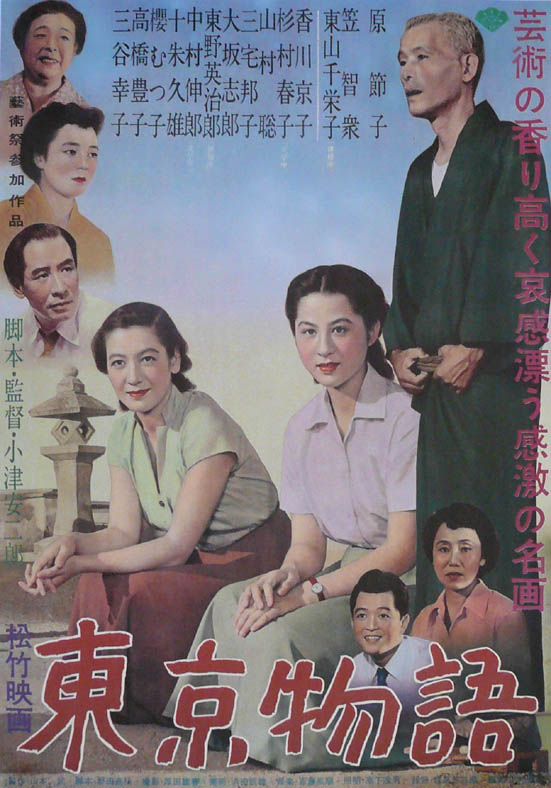
Inspiriert wurde Dörrie unter anderem durch Yasujirō Ozus Film Die Reise nach Tokyo aus dem Jahr 1953 (Filmplakat).

Kirschblüten – Hanami war nach Erleuchtung garantiert (2000) und Der Fischer und seine Frau (2005) der dritte Film Doris Dörries, der – zumindest teilweise – in Japan entstand. Bereits Mitte der 1980er Jahre hatte Dörrie den asiatischen Inselstaat besucht, um vor Ort ihren ersten Spielfilm Mitten ins Herz (1983) auf dem Tokyo International Film Festival vorzuführen; 1994 kehrte sie mit ihrer Tochter Carla für einen Urlaub erneut nach Japan zurück. Zwei Jahre später, im Jahr 1996, verstarb Dörries Mann, der Kameramann Helge Weindler, während der Dreharbeiten zur Komödie Bin ich schön? (1998) im spanischen Almería an einer Hirnhautentzündung. Dörrie, die zunächst geglaubt hatte, ohne Weindler keinen weiteren Film mehr inszenieren zu können, ließ sich schließlich von einem Freund ihres verstorbenen Mannes, Werner Penzel, überreden, den Dokumentarfilm Augenblick für die Reihe Denk ich an Deutschland … zu drehen.
Der Regisseurin gefiel der spontane, uninszenierte Charakter des Drehs fernab großer Filmteams, eines festgelegten Drehbuchs und einer exakt geplanten Shotlist. Dieselbe Vorgehensweise versuchte Dörrie anschließend auch auf ihren nächsten Spielfilm, das Roadmovie Erleuchtung garantiert, zu übertragen, der mit einem absichtlich nicht ausformulierten Drehbuch, zwei kleinen Videokameras, den beiden Schauspielern Gustav Peter Wöhler und Uwe Ochsenknecht sowie einer Crew von lediglich fünf Personen vorwiegend in Japan entstand. Mit Nackt (2002) und Der Fischer und seine Frau verfilmte sie nachfolgend wiederum Projekte, deren „Drehbücher weder die digitale Aufnahme, noch die guerillahafte Produktionsweise rechtfertigten“ und mit großem Stab auf konventionellem 35-mm-Film produziert wurden.
Gewillt, wieder in kleinerem Rahmen zu drehen, begab sich Dörrie zwischenzeitlich auf die Suche nach einer geeigneten Geschichte, die auch Produzenten überzeugen würde, in ähnlicher Machart wie Erleuchtung garantiert realisiert zu werden. Entscheidend inspiriert wurde die Regisseurin dabei nach eigenen Aussagen von Yasujirō Ozus Film Die Reise nach Tokyo (1953), dessen Geschichte seinerseits auf der US-amerikanischen Produktion Kein Platz für Eltern von Leo McCarey aus dem Jahr 1937 beruht und von einer Reise von West nach Ost und zurück erzählt. Inspiriert von der Anfangskonstellation in Ozus Film, die wie alle seiner Produktionen auf dem Thema Familie basiert und von einem verwitweten Vater berichtet, entwickelte Dörrie den Charakter weiter, aus welchem später die Rolle Rudi werden sollte.

### Produktion

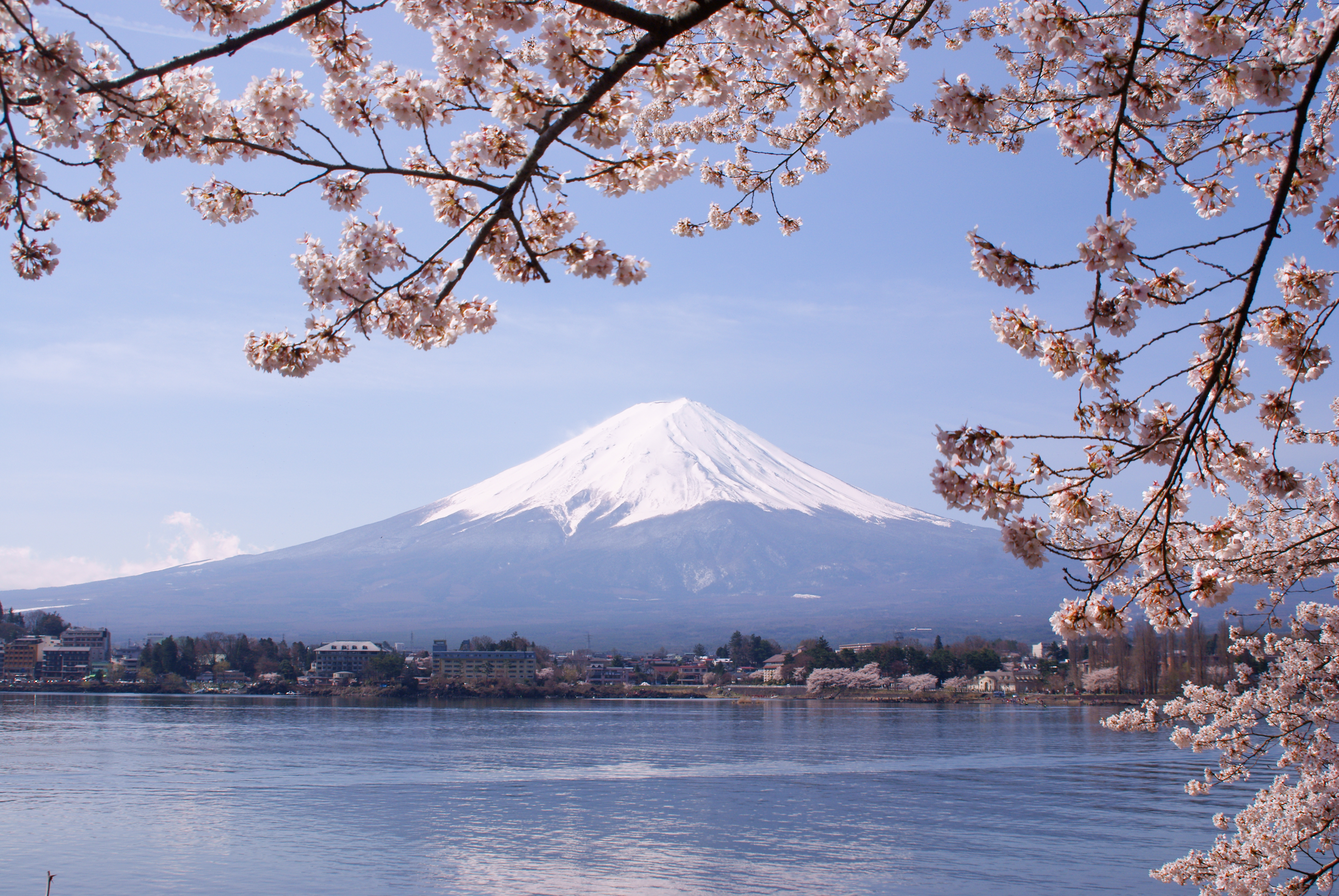
Gedreht wurde zum Teil am Kawaguchi-See in der Präfektur Yamanashi, am Fuße des Fuji-Vulkans.

Produziert wurde Kirschblüten – Hanami von Molly von Fürstenberg und Harry Kügler von der Olga Film GmbH. Beide hatten im Jahr 1986 bereits bei Dörries Spielfilm Paradies die Produktion übernommen. Ausführende Produzenten waren Patrick Zorer und Ruth Stadler. Als Co-Produzenten fungierten Degeto Film, der Bayerische Rundfunk und ARTE. Der FilmFernsehFonds Bayern förderte die Produktion mit 500.000 Euro und im Verleih mit 150.000 Euro. Weitere Fördermittel wurden vom Medienboard Berlin-Brandenburg, der Filmförderungsanstalt (FFA) und dem Deutschen Filmförderfonds zur Verfügung gestellt.
Für die DVD-Veröffentlichung produzierte der BR auch eine Audiodeskription, die 2009
für den deutschen Hörfilmpreis nominiert wurde. Die Bildbeschreibungen werden von
Christian Baumann gesprochen.
Die Dreharbeiten fanden zwischen März und April 2007 in unchronologischer Reihenfolge zunächst in Japan und anschließend in Deutschland statt. Während des zweiwöchigen Aufenthalts in Japan entstanden im Großraum Tokio unter anderem Szenen im Westen von Shinjuku, am Südausgang des Bahnhofs Shinjuku, dem Vergnügungsviertel Kabuki-cho sowie die Flusspromenade in Meguro, dem Yoyogi-Park und dem Inokashira-Park statt. Die traditionelle japanische Pension „Maruya-sō“ (丸弥荘), in der Rudi und Yu am Ende des Films übernachten, liegt am Kawaguchi-See in der Präfektur Yamanashi, am Fuße des Fuji. In Deutschland wurde zunächst an verschiedenen Berliner Schauplätzen weitergedreht, darunter der ACUD-Kunstverein an der Veteranenstraße in Mitte, die Oranienburger Straße nahe der Neuen Synagoge sowie der Hauptbahnhof im Ortsteil Moabit und der Spreebogen nahe dem Reichstagsgebäude. Anschließend zog die Crew an die Ostsee. Abgeschlossen wurden die Dreharbeiten rund um Dörries langjährigen Wohnort Bernbeuren, darunter auch die Gemeinden Burggen und Steingädele im oberbayerischen Landkreis Weilheim-Schongau.

## Rezension

### Kritiken
„… wenn sie (Doris Dörrie) zu ihren finalen Bildern kommt, Bildern von beinah unwirklicher Schönheit, hält man ungläubig den Atem an: weil sie die Größe hat, diesen Triumph so gar nicht auszukosten, weil sie den Moment mit einer Leichtigkeit wieder ziehen lässt, dass man ihn festhalten will wie eine kostbare Erscheinung, wie das Glück selbst. …“

„Ein Werk, das wirklich zu Herzen geht. Und nie ins Peinliche abgleitet. Das ist vor allem auch den Hauptdarstellern zu verdanken, die sich hier alt und ungeschminkt zeigen: Hannelore Elsner, die man nach der ersten Stunde schmerzlich vermisst, und Elmar Wepper, den die Dörrie spät noch fürs große Kino entdeckt hat.“

„… bewegend und ohne falsche Sentimentalität – nicht zuletzt wegen der grandiosen Leistungen von Hannelore Elsner und Elmar Wepper, der hier mit der ersten Hauptrolle im Kino gleich die Rolle seines Lebens spielt.“

„Wieder einmal hat Doris Dörrie Figuren erschaffen, die weder sie noch der Rest der Welt sonderlich ernst nehmen muss. Sich deren Auseinandersetzung mit dem Tod vom Leib zu halten fällt etwa so leicht wie die Lektüre der Brigitte im Wartezimmer.“

„Das Beste, was die deutsche Filmproduktion derzeit zu bieten hat.“

„… zu Tränen rührend und erstklassig besetzt, erzählt der gefeierte Berlinale-Beitrag von einem Paar, das in gewisser Weise erst durch den Tod wieder zueinander findet.“

„Auf ebenso berührende wie melancholische Weise kreist Doris Dörries neuer Film um die wiederkehrenden Themen ihres Werkes, um Liebe und Tod, um Trauerarbeit und Familienbeziehungen und um Japan als Perspektive für neuen Lebenssinn.“

„Doris Dörries ‚Kirschblüten – Hanami‘ ist ein Wolf im Schafspelz – der nur oberflächliche Anstrich mit fernöstlicher Lebensphilosophie verdeckt einen substanzlosen Film, der in der zweiten Hälfte auch noch ins Lächerliche abgleitet.“

### Erfolg
Der Film hatte seine Premiere im Rahmen des Wettbewerbs der Internationalen Filmfestspiele Berlin 2008, wo er in „einer ersten Vorstellung mit Applaus und großer Anerkennung aufgenommen“ wurde. Die Produktion war eine von lediglich zwei deutschen Filmen im Wettbewerb um den Goldenen Bären. Deutschlandweiten Kinostart feierte Kirschblüten – Hanami schließlich am 6. März 2008 im Majestic Filmverleih. Der Film zählte nach Ende der ersten Vorführwochenendes rund 61.400 Besucher in den Kinos und platzierte sich damit umgehend auf Platz neun der deutschen Kinocharts. Das Einspielergebnis betrug 431.087 Euro bei 111 Kopien. Nachfolgend gelang es dem Film, seine Kopienanzahl auf insgesamt 185 Exemplare auszuweiten und bis Platz sieben der deutschen Kinocharts zu klettern. Den 500.000. Besucher verzeichnete Hanami nach sechs Wochen Laufzeit; die Eine-Million-Besucher-Marke wurde wiederum nach 25 Wochen am 13. September 2008 überschritten. Insgesamt sahen den Film bis Jahresende mehr als 1,08 Millionen Kinobesucher. Das Gesamteinspielergebnis in Deutschland betrug 6,9 Millionen Euro. Die Produktion belegte damit Platz acht der erfolgreichsten deutschen Produktionen des Jahres. Gleichwohl avancierte Kirschblüten zum meistbesuchten Programmkino-Film des Jahres 2008.
In Österreich und der Schweiz feierte die Produktion am 27. März 2008 Kinostart. In der Deutschschweiz erreichte Hanami Platz sieben der Kinocharts und hielt sich 17 Wochen in den Top 25. Insgesamt sahen den Film bis Juli 2008 dort knapp 50.000 Kinobesucher. Die Erstausstrahlung im Fernsehen erfolgte am 25. Februar 2010 durch den Sender ARTE, wo der Film zur Hauptsendezeit 1,55 Millionen Zuschauer erreichte. Der Marktanteil lag bei überdurchschnittlichen 4,8 Prozent.

### Auszeichnungen
- 2008: Bayerischer Filmpreis an Elmar Wepper als Bester Darsteller und an Olga Film – Molly von Fürstenberg/Harald Kügler als Bester Produzent
- 2008: Nominierung für den Goldenen Bären der Berlinale 2008
- 2008: Deutscher Filmpreis für den Besten männlichen Hauptdarsteller Elmar Wepper, Filmpreis in Silber in der Kategorie Bester Spielfilm, Filmpreis für Bestes Kostümbild. Weitere Nominierungen in den Kategorien Beste Regie, Drehbuch und Nebendarstellerin (Hannelore Elsner)
- 2008: Nominierungen für den Europäischen Filmpreis in der Kategorie Bester Darsteller (Elmar Wepper)
- 2008: Gilde-Filmpreis
- 2009: Preis der deutschen Filmkritik in der Kategorie Bester Darsteller (Elmar Wepper)

2008 kam der Film gemeinsam mit Tom Schreibers Dr. Alemán, Dennis Gansels Die Welle und Andreas Dresens Wolke Neun in die engere Auswahl als deutscher Bewerber für den Auslands-Oscar nominiert zu werden, hatte aber gegenüber Uli Edels Der Baader Meinhof Komplex das Nachsehen.

### Fortsetzung
Ende 2018 hat Doris Dörrie eine Fortsetzung namens „Kirschblüten & Dämonen“ gedreht. Der Kinostart war am Donnerstag, 7. März 2019.